# EHC 70 München
Der EHC 70 München war ein Eishockeyverein aus München, der in der Saison 1980/81 am Spielbetrieb der Eishockey-Bundesliga teilnahm, und Vorgänger des 1982 gegründeten EC Hedos München.

## Geschichte
Gegründet wurde der Verein 1970 von Johann Beinhölzl, Bruno Lettl, Ekkehard Lindner und Max Kornexl. In der Saison 1970/71 wurde erstmals am Spielbetrieb der damaligen Eishockey-Kreisliga teilgenommen. 1973 stieg der EHC 70 München in die Eishockey-Oberliga Süd auf, in der man in den kommenden Jahren spielte. In der Mannschaft standen viele Spieler, die auch schon mit dem FC Bayern München in der Bundesliga gespielt hatten. Dazu gehörten Torwart Theo Gross sowie die Stürmer Peter Maus und Michael Mauer, die zwischenzeitlich gemeinsam beim Augsburger EV gespielt hatten. Schon in der Saison 1974/75 dominierte das Team mit dem Kanadier Heath und dem Finnen Matthias Suves die Vorrunde. In der Aufstiegsrunde fühlten sich die Münchner im zweiten Spiel gegen Hannover vom Schiedsrichter benachteiligt und kassierten bei sehr schlechten Eis-Bedingungen in Grefrath eine weitere Niederlage. Eine Heimniederlage gegen Regensburg beendete dann die Aufstiegshoffnungen. In der Saison 1975/76 scheiterte der Verein im Aufstiegsfinale am EV Landsberg, jedoch rückte die Mannschaft aufgrund der kurzfristigen Aufstockung der 2. Bundesliga am „Grünen Tisch“ in die zweithöchste Spielklasse nach.
Im September 1976 fusionierte der EHC München mit der Eishockeyabteilung des MEV 1883 München und wurde damit zum einzigen Verein mit Eishockeyspielbetrieb in München, allerdings wechselten in der Folge einige Spieler des MEV zum EHC Klostersee. Im Sommer 1977 wurde Franz Wittmann als Nachfolger des bisherigen Präsidenten Bruno Lettl gewählt. 1978 gründeten zwei Firmen, an denen auch Jochem Erlemann, der damalige Präsident des Kölner EC beteiligt war, die Münchner Eishockey GmbH Blue Lions zur finanziellen Unterstützung des EHC 70 Münchens, das sogenannte Erlemann-Modell. In dieser Zeit verpflichtete man auch den Startorwart Jiří Holeček. Im Sommer 1979 beerbte schließlich Horst Franke den bisherigen Präsidenten Franz Widmann.
Nach dem überraschenden Aufstieg in die 1. Bundesliga konnte der Verein in der Spielzeit 1980/81 – aufgrund des Skandals um die gefälschten Pässe einiger ausländischer Spieler auch „Passfälscher-Saison“ genannt – am Spielbetrieb der höchsten deutschen Eishockeyspielklasse teilnehmen, der Klassenerhalt wurde jedoch verpasst.
Während der Saison 1981/82 gelang dem EHC zwar die Qualifikation für die Aufstiegsrunde zur Eishockey-Bundesliga, jedoch wurde die Mannschaft von Seiten der damaligen vorgeschalteten Spielbetriebs-KG aufgrund finanzieller Probleme in Übereinstimmung mit dem Verein vom Spielbetrieb abgemeldet, was den Konkurs der Spielbetriebs-KG zur Folge hatte. 
Ein Teil des EHC-Nachwuchses gründete daraufhin im Sommer 1982 einen neuen Verein, den Schlittschuhclub München, während im Herbst 1982 unter anderem vom ehemaligen Präsidenten Horst Franke die Gründung des EC Hedos München erfolgte. Für die Saison 1982/83 wurde zwar vom EHC 70 München neben den Nachwuchsmannschaften noch eine Seniorenmannschaft für die Eishockey-Landesliga Bayern gemeldet, jedoch vor Saisonbeginn vom Spielbetrieb zurückgezogen, sodass der Verein Konkurs anmelden musste.